# Откровение (фильм)
«Откровение» (англ. Nothing to Hide) — американский порнофильм 1981 года с участием Джона Лесли и Ричарда Пачеко. Фильм был снят режиссёром Энтони Спинелли и является спин-оффом фильма Спинелли «Поговори со мной грязно». За картиной последовали два сиквела: Justine (1993) и Nothing to Hide 3 (1999).

## Сюжет
История вращается вокруг двух лучших друзей, Джека и Ленни, с разными личностями, которые ищут сексуальных приключений. Джек — мужчина, которому легко с женщинами. Его лучший друг Ленни, напротив, немного медлителен и имеет проблемы с тем, чтобы заставить женщин даже поговорить с ним. Джек пытается вовлечь своих подружек, но ему это не удается. Позже, Ленни находит любовь сам, когда знакомится с Карен в парке.

## В ролях
- Джон Лесли — Джек
- Ричард Пачеко — Ленни
- Эрика Бойер — Каренда
- Элизабет Рандольф — Элизабет
- Ричард Дав — муж Элизабет
- Jack Hoffey — хозяин ларька хот-догов

## Награды
Фильм получил несколько номинаций и наград, в том числе шесть премий AFAA в категориях «Лучшая картина», «Лучший режиссёр», «Лучшая актриса второго плана» (Холли Макколл), «Лучший актёр второго плана» (Ричард Пачеко), «Лучшая кинематография» (Джек Реми) и «Лучшая рекламная кампания» (Джимми Джонсон). Кроме этого, картина также была номинирована в категории «Лучшая актриса второго плана» (Tigr), но проиграл. На AVN Awards «Откровение» было номинировано в четырёх категориях — «Лучшая картина», «Лучший режиссёр», «Лучший актёр» (Джон Лесли) и «Лучший сценарий» и победило в номинации «Лучший актёр второго плана» (Пачеко). Получил премию Critics Adult Film Association в категории «лучший актёр» (Пачеко).
В 1992 году фильм был включён в Зал славы XRCO. Он также занял второе место в списке AVN «101 величайшее видео для взрослых всех времён».

## Сиквелы
В 1993 году режиссёр Пол Томас снял продолжение Nothing To Hide 2: Justine, которое также было выпущено в 1999 году на DVD. В ролях: Роксанн Блейз, Тианна, Лейси Роуз, Дианна Лаурен, Майк Хорнер, Ник Ист, Брэд Армстронг и Алекс Сандерс. История о Жюстин (Роксанн Блейз), которая любит двух мужчин. Её парень (Ник Ист) и его отец (Майк Хорнер).
В 1998 году режиссёр Джеймс Авалон снял ещё два сиквела: Nothing To Hide 3: Justine´s Daughters и Nothing To Hide 4: Club Purgatory, которые были выпущены в виде двойного DVD. Оба фильма не имеют отношения ко второй части, за исключением одного предложения в диалоге. В третьей части снялись: Клаудия Чейз, Гвен Саммерс, Инари Вэш, Мэрилин Стар, Мелисса Хилл, Хершел Сэвадж, Марк Дэвис, Джулиан Андретти, Филлиша Энн, Шелби Майн и Уэнди Найт.